# I Quit
I Quit è il quarto album in studio del gruppo musicale statunitense Haim, pubblicato il 20 giugno 2025 dalle etichette Polydor Records e Columbia Records.

## Antefatti
Il 16 gennaio 2023, attraverso i canali social media, le Haim hanno annunciato di star lavorando al quarto album in studio. Alla lavorazione del disco non prende parte Ariel Rechtshaid, storico produttore della band e ex fidanzato della cantante Danielle Haim; quest'ultima, insieme a Rostam Batmanglij, si occupa della produzione dei brani. Paul Thomas Anderson è invece tornato a scattare la copertina dell'album, proseguendo dunque la sua collaborazione con la band.

## Promozione
Nelle copertine dei singoli di I Quit le cantanti ricreano ironicamente delle immagini scattate dai paparazzi a diverse celebrità nel mezzo di una rottura amorosa o di un divorzio e divenute virali sul web nel corso del tempo. Di preciso, le copertine dei singoli Relationships, Everybody's Trying to Figure Me Out e Down To Be Wrong sono rispettivamente degli omaggi a Nicole Kidman, Scarlett Johansson con Jared Leto e Kate Moss.
Il 23 aprile 2025 le Haim si sono esibite in un concerto a sorpresa al teatro Bellwether di Los Angeles. Durante quest'occasione hanno presentato per la prima volta dal vivo i singoli del disco e hanno ospitato inoltre la cantante Addison Rae. Al termine dello spettacolo è stato ufficialmente annunciato il titolo del disco con relativa data di pubblicazione. Nella seconda metà del 2025 il progetto è inoltre promosso dalla tournée I Quit Tour, che conta 30 date distribuite tra Stati Uniti, Canada e Regno Unito.

## Accoglienza
| Recensione           | Giudizio |
| -------------------- | -------- |
| Clash                | 9/10     |
| Consequence          | B+       |
| The Guardian         |          |
| The Line of Best Fit | 7/10     |
| The Independent      |          |
| NME                  |          |
| Pitchfork            | 7/10     |
| Rolling Stone        |          |
| Slant Magazine       |          |
| The Times            |          |

I Quit ha ricevuto recensioni perlopiù positive dalla critica specializzata. Su Metacritic, sito che assegna un punteggio normalizzato su 100 in base a critiche selezionate, l'album ha ottenuto un punteggio medio di 80 basato su ventitré critiche.

## Tracce
1. Gone – 4:19
2. All Over Me – 3:22
3. Relationships – 3:22
4. Down to Be Wrong – 4:09
5. Take Me Back – 3:45
6. Love You Right – 3:36
7. The Farm – 3:54
8. Lucky Stars – 3:18
9. Million Years – 3:42
10. Everybody's Trying to Figure Me Out – 3:53
11. Try to Feel My Pain – 2:31
12. Spinning – 2:54
13. Cry – 3:30
14. Blood on the Street – 2:58
15. Now It's Time – 3:42

## Formazione
Musicisti
- Alana Haim – voce, chitarra elettrica (tracce 1-8, 10-12, 14, 15), batteria (traccia 5), sintetizzatore (tracce 1-3, 9, 12, 13, 15), percussioni (traccia 5)
- Danielle Haim – voce (tracce 1-10, 12-16), batteria, chitarra elettrica (tracce 1–4, 12, 14, 15), chitarra acustica (traccia 1), percussioni (tracce 2, 3, 9), conga (tracce 4, 15), mandolino (traccia 6), chitarra (traccia 8)
- Este Haim – voce, basso, percussioni (tracce 1, 2, 5, 7–9, 12, 13, 15), tamburello (traccia 4)
- Rostam Batmanglij – chitarra acustica (tracce 1, 2, 4–8, 10–12, 14), piano (tracce 1, 3–11, 13), organo Hammond (tracce 1, 3, 5, 7, 13), basso (tracce 1, 3), voce (tracce 1, 5), sintetizzatore (tracce 2–4, 6, 8–15), programmazione (tracce 2, 3, 8, 9, 12, 13, 15), mandolino (tracce 2, 5), sitar (tracce 2, 6), chitarra elettrica (tracce 4, 5, 7, 8, 10, 11, 14), organo (tracce 4, 5, 12), coro (tracce 4, 14); chitarra a dodici corde, glockenspiel, tastiera, Moog (traccia 5); shaker (traccia 7), Mellotron (tracce 13, 15)
- Buddy Ross – programmazione (traccia 3)
- Henry Solomon – sassofono (traccia 5)
- Jack Hallenbeck – programmazione, sintetizzatore (traccia 9)
- Gab Strum – sintetizzatore (traccia 9)
- Tommy King – basso (tracce 10, 11)
- Benji Lysaght – chitarra elettrica (tracce 10, 11)
- Andrew Tachine – batteria (traccia 12)
- Gabe Noel – violoncello, contrabbasso (traccia 13)
- Daniel Aged – pedal steel guitar (traccia 13)
- Joey Messina-Doerning – basso synth (traccia 14), chitarra (traccia 15)
- Amir Yaghmai – steel guitar (traccia 14)

Produzione
- Danielle Haim – produzione, programmazione (traccia 15)
- Rostam Batmanglij – produzione, registrazione, missaggio (tracce 7, 15)
- Buddy Ross – co-produzione, registrazione (traccia 3)
- Jack Hallenbeck – assistenza alla produzione (traccia 9)
- Emily Lazar – mastering
- Dave Fridmann – missaggio (tracce 1–6, 8–14)
- Evan Pruett – registrazione
- Joey Messina-Doerning – registrazione
- Kyle Henderson – registrazione (tracce 4, 6–8, 10–14)
- Lauren Marquez – registrazione (traccia 15)
- Bob DeMaa – assistenza al mastering

## Successo commerciale
Nella Official Albums Chart britannica I Quit ha esordito al 3° posto con 13 961 unità distribuite durante la prima settimana.

## Classifiche
| Classifica (2025) | Posizione massima |
| ----------------- | ----------------- |
| Australia         | 20                |
| Austria           | 16                |
| Belgio (Fiandre)  | 20                |
| Belgio (Vallonia) | 117               |
| Germania          | 19                |
| Irlanda           | 36                |
| Nuova Zelanda     | 15                |
| Paesi Bassi       | 48                |
| Regno Unito       | 3                 |
| Stati Uniti       | 25                |
| Svizzera          | 37                |